# Fritjof Ekman

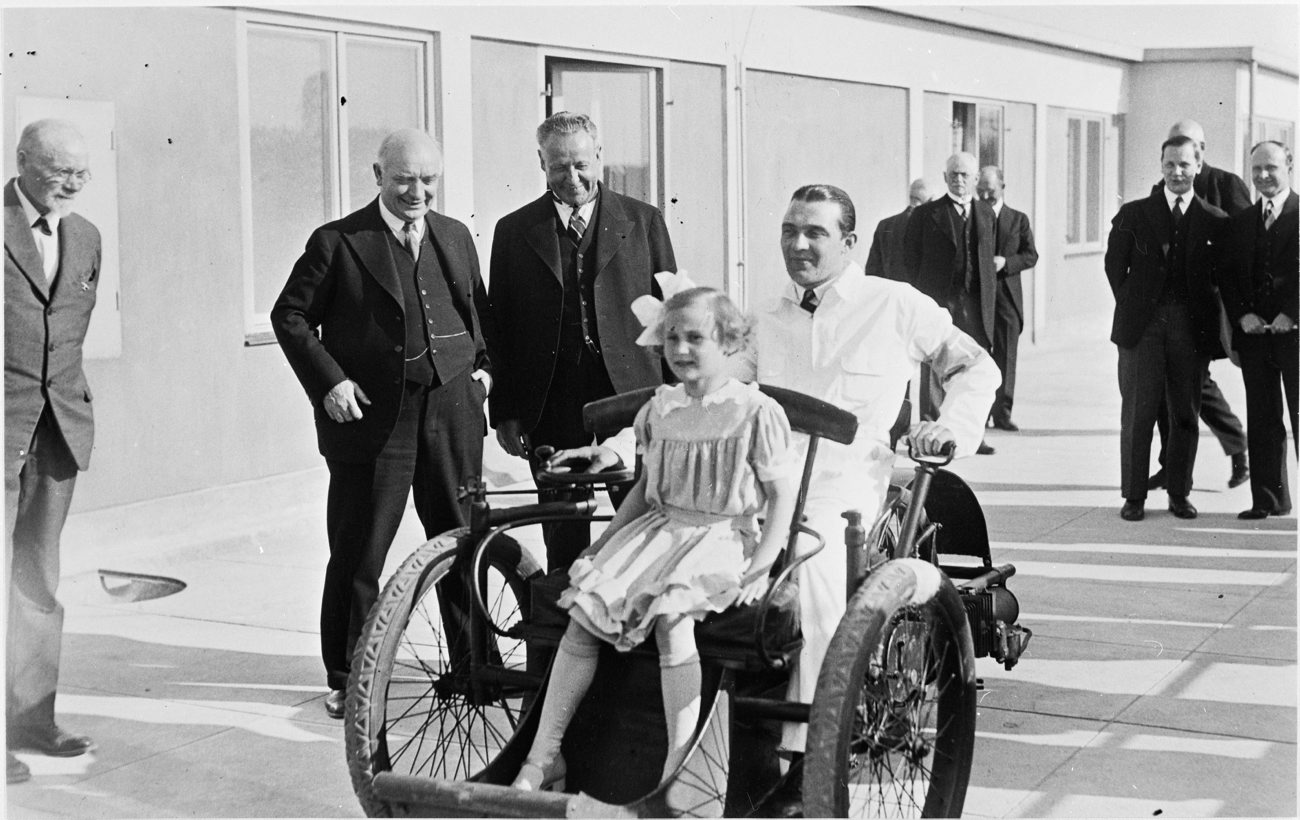
Fritjof Ekman (mitt i bilden i mörk kostym) tillsammans med Per Albin Hansson vid invigningen av Tekniska museet i Stockholm, 1936.

Johan Fritjof Ekman, född 23 september 1888 i Gryta socken, Uppsala län, död 21 oktober 1952 i Kungsholms församling, Stockholms län, var en svensk fackföreningsman och politiker (socialdemokrat). Han var Sveriges handelsminister 1932–1936.

## Biografi
Ekman, som ursprungligen var sjöman och metallarbetare, blev 1909 ombudsman för Svenska metallindustriarbetareförbundet och var dess ordförande 1925–32. Han tillhörde 1926–32 landssekretariatet inom LO och 1928–40 den socialdemokratiska partistyrelsen. 
Ekman var ofta anlitad för offentliga uppdrag, och tillhörde 1928 års sakkunniga för utredning av tullsystemets verkningar, 1930 års kommitté för samarbete mellan arbetsgivare och arbetare på arbetsplatserna samt deltog i Ådalskommissionen, som utredde Ådalshändelserna 1931. Åren 1932–36 var han handelsminister i regeringen Hansson I. Han invaldes 1934 till riksdagens första kammare för Örebro län, där han tog plats 1935.